# 鄭康公
鄭康公，姓姬，名乙，為鄭國最後一任君主，鄭幽公之弟，在位21年，前375年郑国為韓國所滅。